# Ahmed Anarbayev
Ahmed Anarbayev (en ruso: Ахмед Анарбаев; 30 de mayo de 1948-6 de agosto de 2023) fue un deportista soviético que compitió en natación. Ganó una medalla de plata en el Campeonato Europeo de Natación de 1970, en la prueba de 4 × 200 m libre.

## Palmarés internacional
| Campeonato Europeo | Campeonato Europeo | Campeonato Europeo | Campeonato Europeo |
| Año                | Lugar              | Medalla            | Prueba             |
| ------------------ | ------------------ | ------------------ | ------------------ |
| 1970               | Barcelona (España) | Medalla de plata   | 4 × 200 m libre    |